# ملاك الظلام (مسلسل)
ملاك الظلام هو مسلسل خيال علمي تلفزيوني أمريكي. تم إنشاؤه من قبل المخرج جيمس كاميرون وتشارلز إغلي.
يروي المسلسل حياة ماكس غيفارا، جندية معدلة وراثيا فائقة الذكاء تتميز بالعديد من الخصائص الخيالية الخارقة، تستطيع الفرار رفقة 12 جندياً طفلا أخر من منشأة عسكرية حكومية سرية.
في سياتل وما بعد الدمار الذي حل بأمريكا، تحاول ماكس  أن تتأقلم وتعيش حياة طبيعية، للتملص من قبضة عملاء الحكومة في بلدها والبحث عن إخوتها الذين فقدتهم في أعقاب فرارهم.
تم تصوير المسلسل في استوديوهات فانكوفر، كولومبيا البريطانية، واستوديوهات ليونز جيت، حقق المسلسل نجاحاً كبيراً، حصل خلاله على عدة جوائز كأفضل مسلسل تلفزيون درامي جديد في الدورة 27 لجوائز ٱختيار الجمهور، كما حصلت بطلة العمل جيسيكا ألبا على جائزة أفضل ممثلة على شاشة التلفزيون بسبب بتألقها.

## ملخص المسلسل
في عام 2009، يحاول ما يقرب على ثلاثين طفلاً معدلًا وراثيًا يتمتعون بقدرات بدنية وعقلية خارقة الهرب من مختبر الأبحاث العسكري مانتيكور الذي صمم في ولاية وايومنغ بهدف إنتاج جنود خارقين. خلال العملية يتمكن 12 طفلاً فقط من الفرار بينما يقتل البعض ويقبض على البعض الآخر. لينطلق الكولونيل ليديكر في مسلسل البحث ومطاردة الهاربين.
بعد عشر سنوات، أصبحت الولايات المتحدة دولة من العالم الثالث، بسبب انفجار نووي ناتج عن هجوم إرهابي تسبب في إحداث نبض كهرومغناطيسي نووي، دمر جميع أنظمة الكمبيوتر الخاصة بهم. في ذلك العالم المدمر، تعيش إكس 5-452 المسماة ماكس جيفارا، في مدينة سياتل؛ حيث تعمل خلال النهار، كعاملة توصيل طرود في شركة جام بوني اكسبريس؛ وفي الليل لصة محترفة، لتتمكن من دفع راتب المحقق المكلف بالعثور على إخوتها المعدلين وراثياً والذين فروا معها قبل عشر سنوات.
أثناء إحدى عمليات السرقة التي تقوم بها، تلتقي ماكس بعبقري الحاسوب، الثري والصحفي النزيه لوغان كيل الذي يتحدى الظلم والفساد المتفشي على رأس الولايات المتحدة، من خلال شخصية «الحارس» التي تقوم بكشف الحقائق للناس بعد قرصنة شبكة البث العامة في بث حي مباشر. يعجب لوغان بقوة وذكاء ماكس، ويعرض عليها مساعدته في العثور على إخوتها الهاربين في مقابل مساعدته في معركته ضد الفاسدين من أجل عالم أكثر عدلاً.

### الموسم الأول
تتمحور أحداث الموسم الأول في عام 2019، حول حياة إكس 5-452 ماكس جيفارا، والتي تقطن في مدينة سياتل المدمرة وسط محاولاتها المستميتة في الاختباء من الكولونيل دونالد لايديكر الراغب باستعادتها وملاحقات أجهزة المراقبة العسكرية بهدف الظفر بحياة طبيعية نسبيًا مع أصدقاءها.
يحاول المقرصن الإلكتروني السري والصحفي لوغان كايل، بفضل اسمه المستعار (الحارس) Eyes Only، تجنيدها لمساعدته في مكافحة الفساد الذي استشرى في البلاد بفضل جيناتها القوية والمعدلة وراثيا. ترفض ماكس عرضه في البداية لكنها تقبل به بعد أن يصبح لوغان مشلولا خلال محاولته حماية إحدى الشاهدات وكشف ملف فساد تسبب في موت إحدى زملاءها.
خلال الأحداث يندلع حب واهتمام بين الاثنين، وبالتوازي مع مهامها الصعبة في سبيل تحقيق العدالة، وبمساعدة لوغان تستمر ماكس في بحثها المكثف على أصدقاءها الفارين معها من معسكر مانتيكور. تتمكن ماكس من العثور على زميلها السابق وزعيم وحدتها إكس 5 إس زاك الذي تخوض برفقته عدة مهام ومعارك.
قرب نهاية الموسم، يتعرض لايديكر للخيانة من قبل رئيسته القاسية إليزابيث رينفرو، فينشق عن مانتيكور ويساعد ماكس وزاك وزملاءها في الهجوم على المختبر العسكري بهدف تدميره، خلال الهجوم تتعرض ماكس لطلق ناري من قبل نسختها المعدلة وراثيا وتموت بين ذراعي لوغان. في مقر مانتيكور، تبوء كل المحاولات الحثيثة لانقاذها بالفشل حيث تحتاج إلى عملية زرع قلب من نوع إكس 5 للبقاء على قيد الحياة، يرفض زاك تقبل وفاتها ويقرر الانتحار مطالبا بزرع قلبه في جسدها.

### الموسم الثاني
تبدأ مقدمة حلقات الموسم الثاني بالخطاب التالي:
| ملاك الظلام (مسلسل) | "لقد تم تصميمها لتكون الجندي المثالي ... سلاح بشري لكنها هربت. في مستقبل ليس بعيدًا عن الآن وفي عالم مدمر ... تطاردها لعنة ماضيها ولا يمكنها الفرار. يجب أن تقاتل لتغير مصيرها ... ". | ملاك الظلام (مسلسل) |

| ملاك الظلام (مسلسل) | They designed her to be the perfect soldier… a human weapon… then she escaped. In a future not far from now… in a broken world… she is haunted by her past. She cannot run, she must fight… to discover her destiny. | ملاك الظلام (مسلسل) |

## أبطال العمل والشخصيات

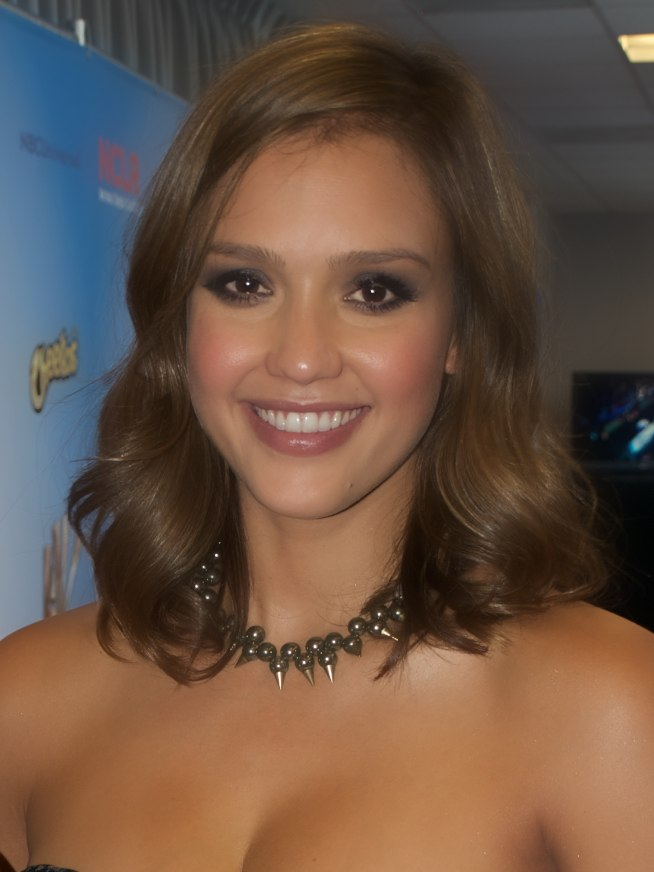
جيسيكا ألبا في دور (ماكس غيفارا)
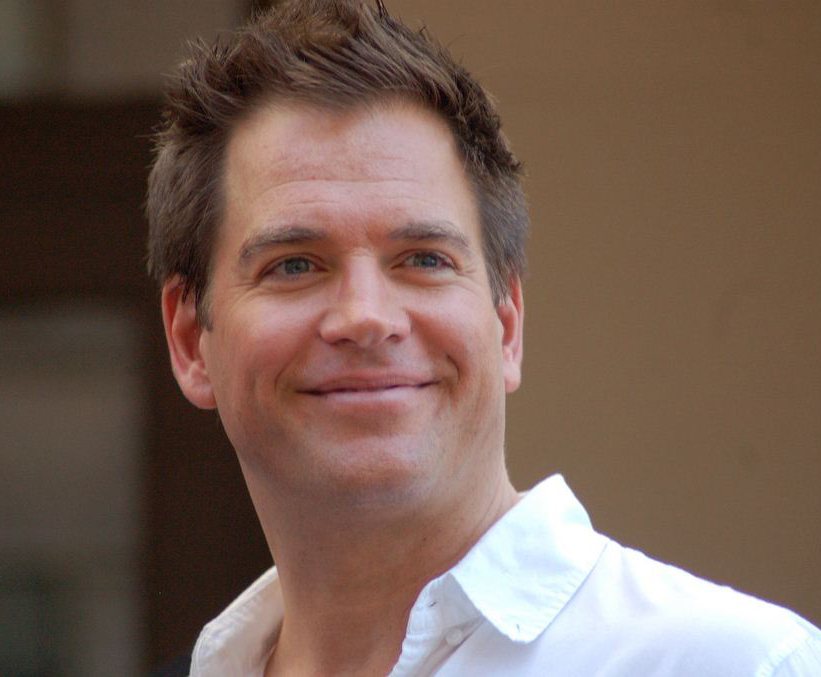
مايكل ويثرلي في دور (لوغان كايل)
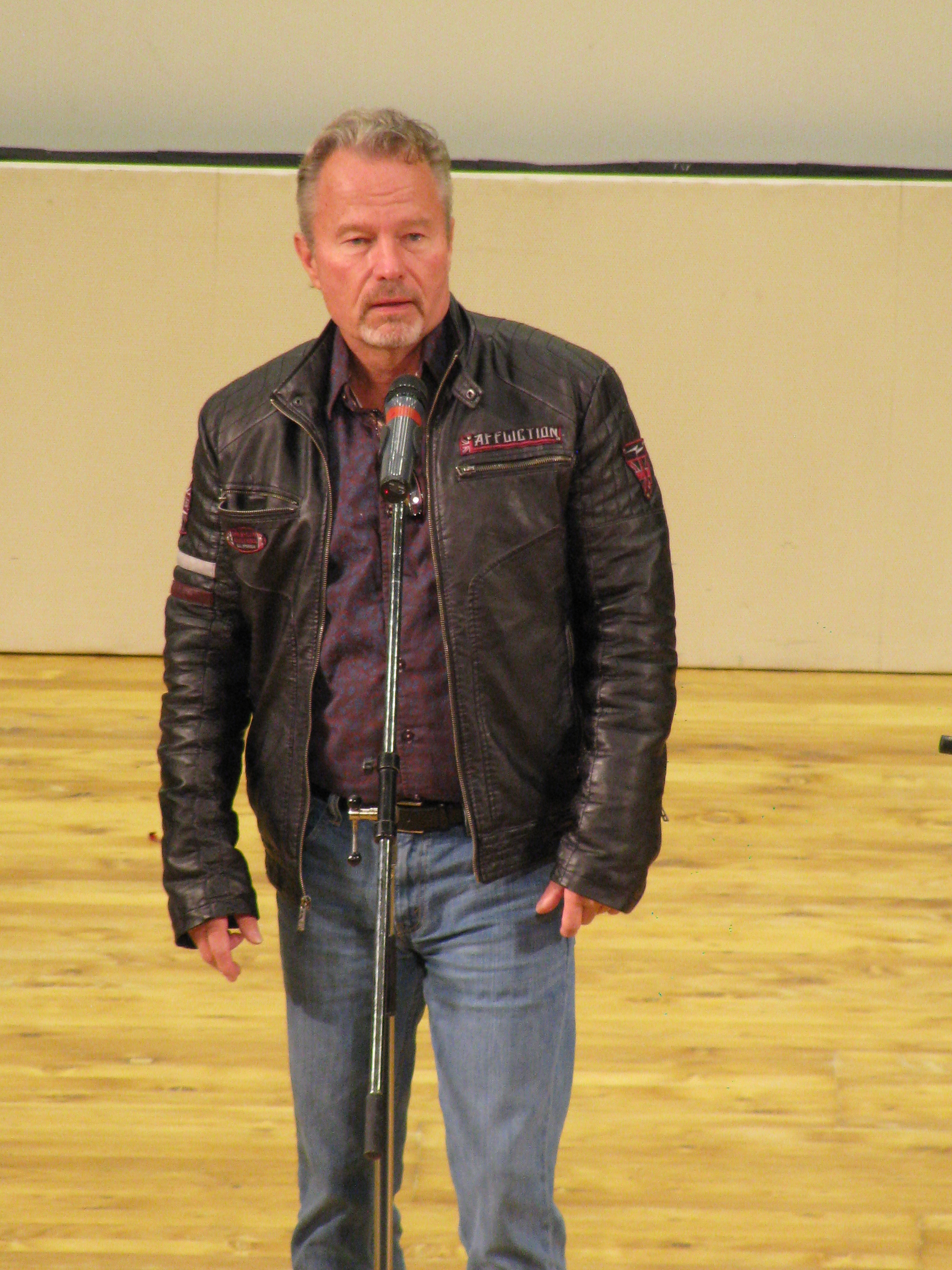
جون سافاج في دور (دونالد ليديكر)
فالاري راي ميلر في دور  (أوريجينال سيندي)فالاري راي ميلر في دور (أوريجينال سيندي)
أليمي بالارد في دور  (إربال توث)أليمي بالارد في دور (إربال توث)
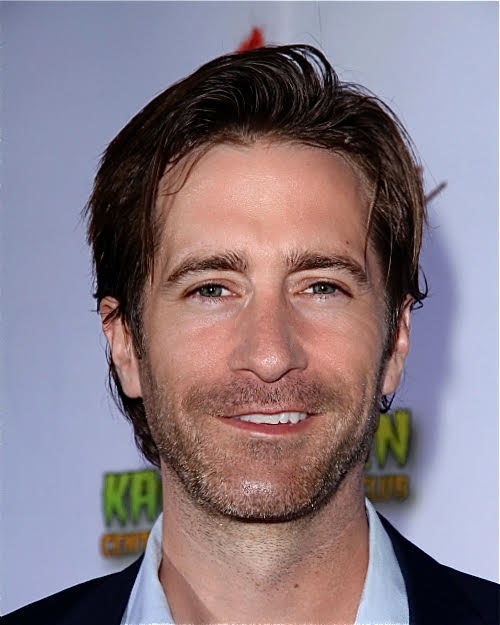
ريتشارد غان في دور (سكيتشي)
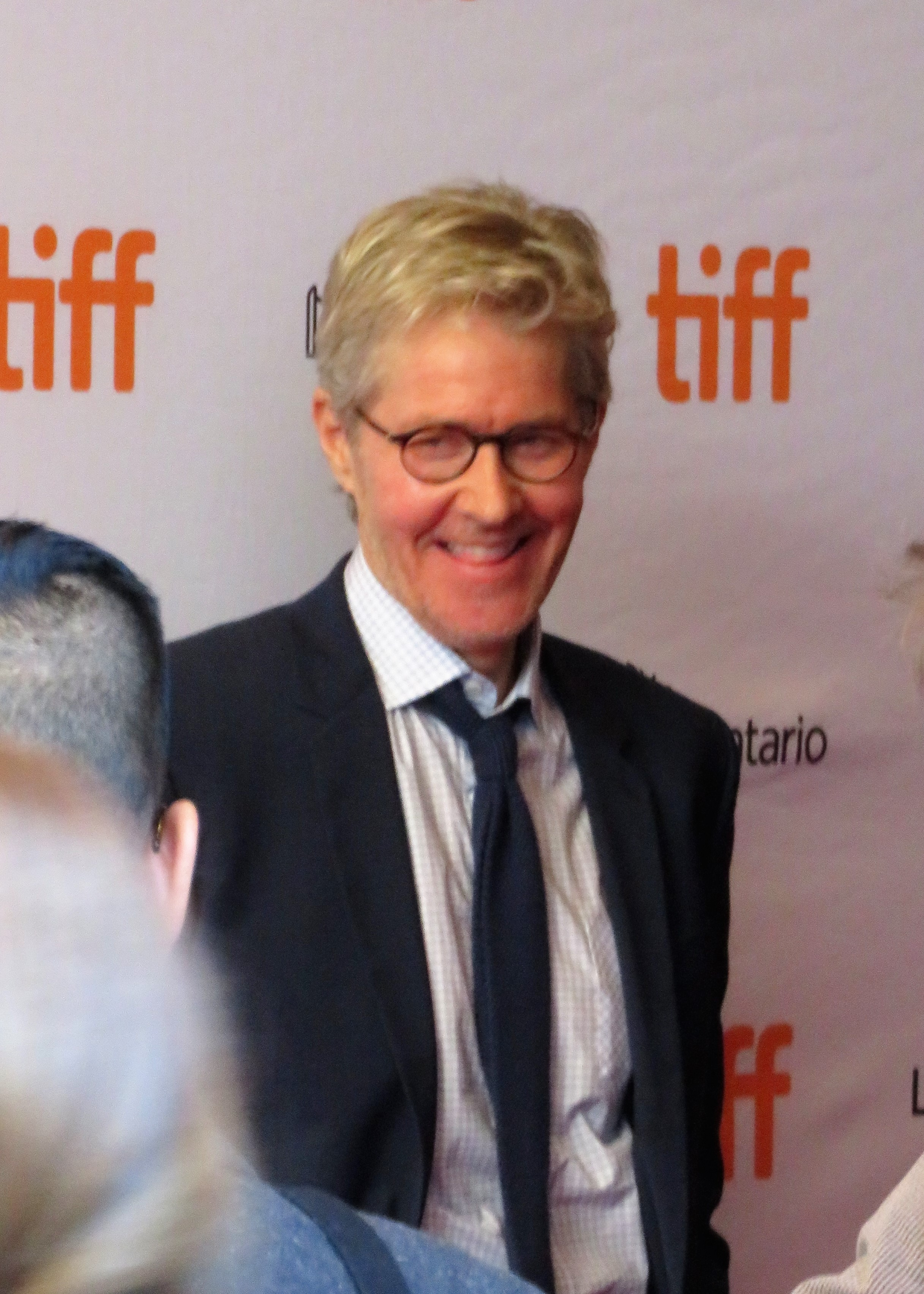
جي سي ماكنزي في دور "" (نورمال)
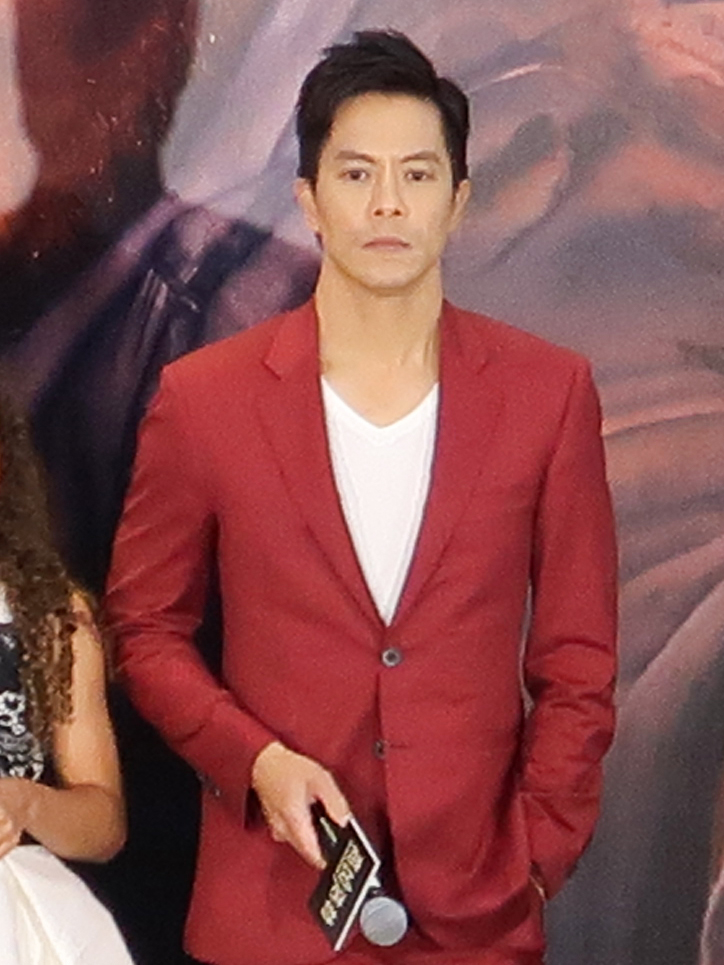
بايرون مان في دور (ديت. مات سونغ)
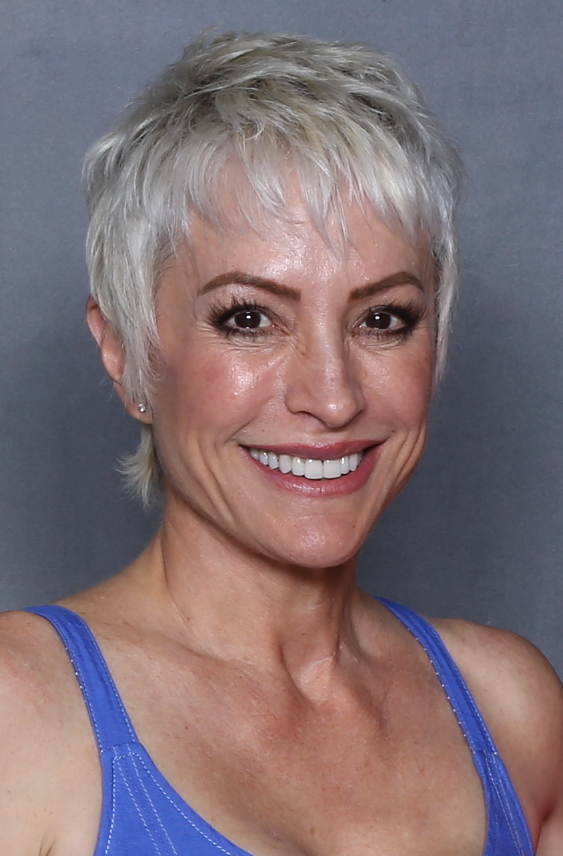
نانا فيسيتور في دور (إليزابيث رينفرو)
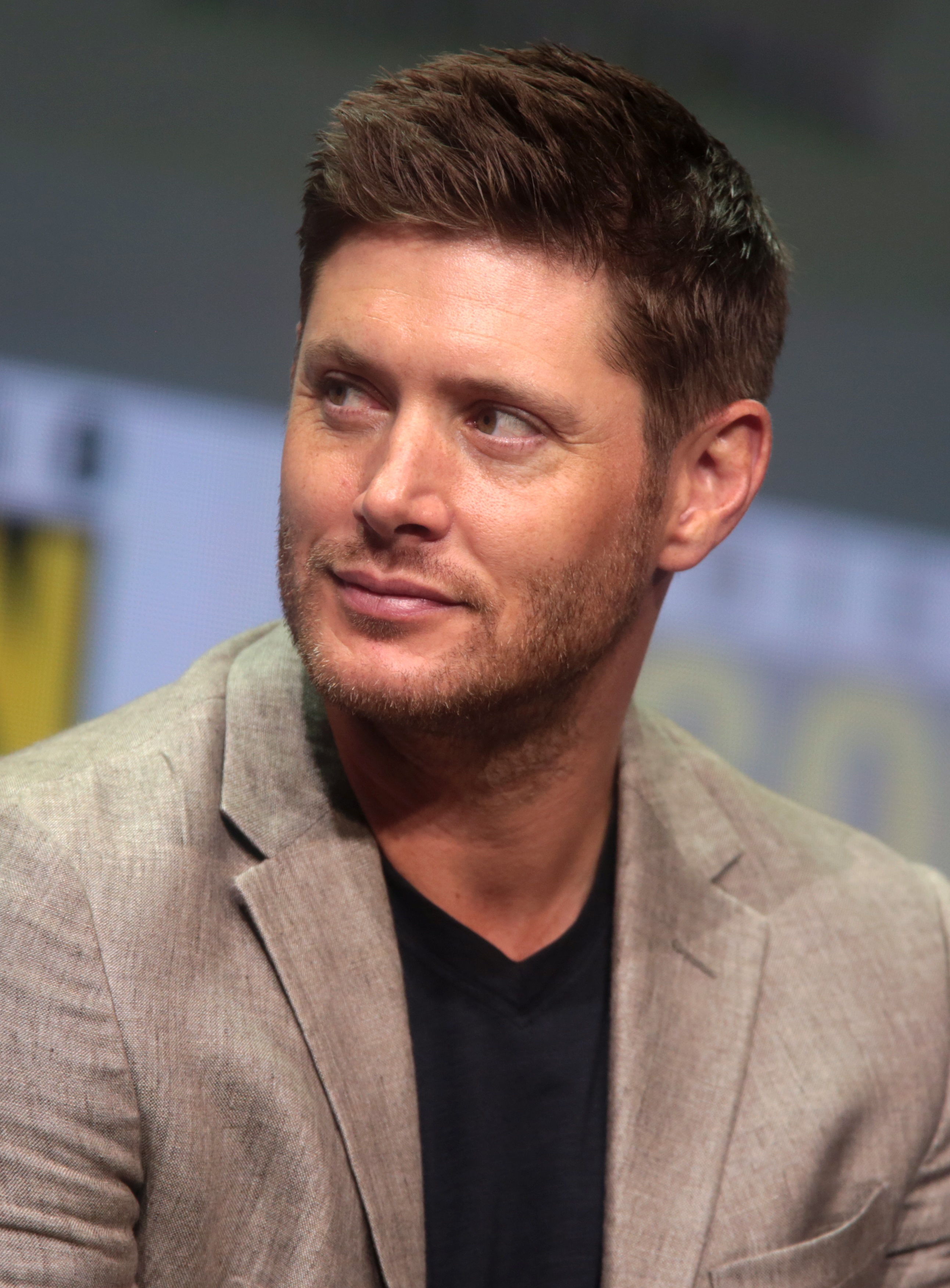
جنسن آكلز في دور (أليك)
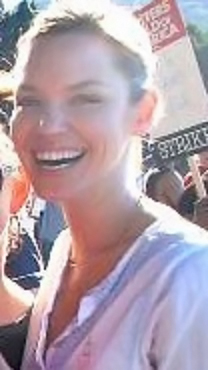
آشلي سكوت في دور (آشا باغلو)
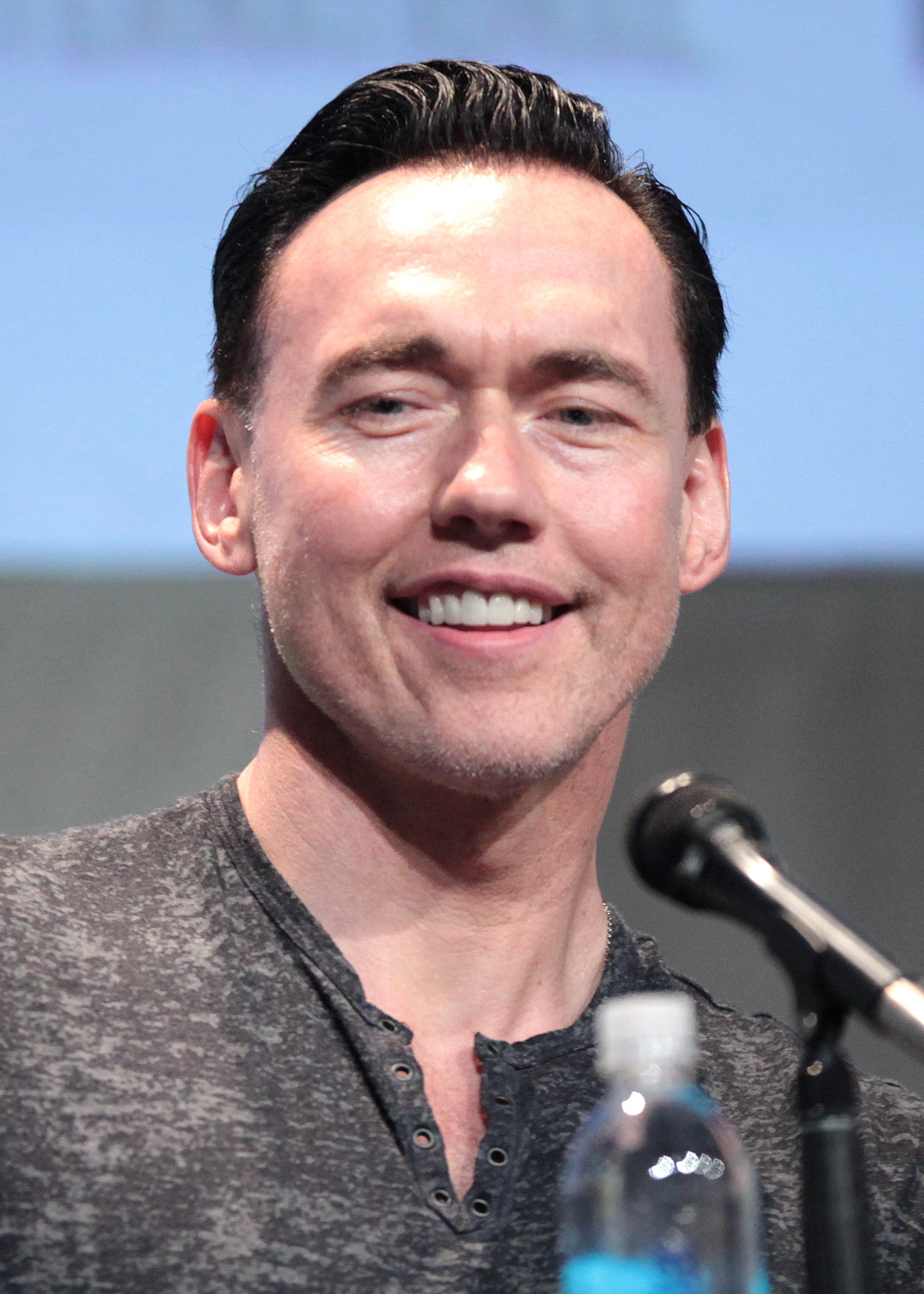
كيفن دوراند في دور (جوشوا)
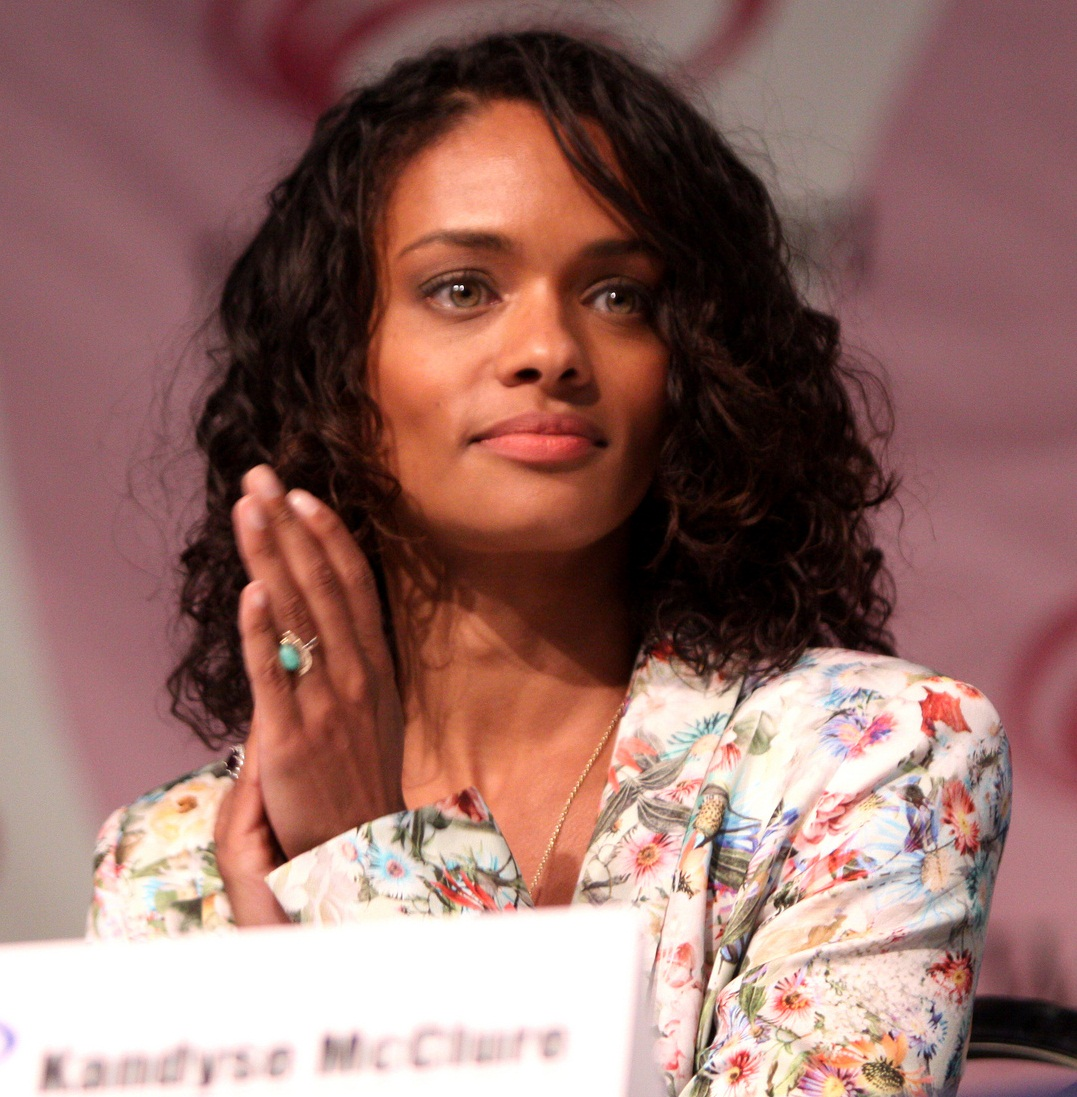
كانديس مككلور في دور (آني فيشر)

| - جيسيكا ألبا: ماكس غيفارا (X5-452) - مايكل ويثرلي: لوغان كايل (الحارس) - جون سافاج: دونالد لايديكر - فالاري راي ميلر: سينثيا مكياشين (أوريجينال سيندي) - ريتشارد غان: كالفين ثيودور (سكيتشي) - أليمي بالارد: إربال توث - جينيفر بلانك: كندرا مايباوم - جي سي ماكنزي: ريغان رونالد (نورمال) - نانا فيسيتور: إليزابيث رينفرو - جنسن آكلز: أليك ماكدويل - مارتن كومينز: أميس وايت (ابتداء من الموسم الثاني) - آشلي سكوت: آشا بارلو - ويليام لي: زاك / آدم طومسون / سام / X5-599 | - جنيف لوك: ماكس طفلة - كريس لازار: زاك طفل - بيتر جيمس براينت: بلينغ - بايرون مان: ديت. مات سونغ - جايد سي بيل: سيباستيان - فريد إيوانويك: لوك - دارسي لوري: ديكس - ليزا آن كاباسا: تينغا / بيني سميث / X5-656 - بريان جنسن: مول - ستيفن لي: دان فوجيلسانغ - برايدن بولين: ريموند «راي» وايت - كانديس مككلور: آني فيشر - بريان ماركنسون: الدكتور سام كار - غريغ فيروني: أوتو غوتليب - فولفيو سيسير: ساندوفال - ستيفن لي: فوغلسانغ - أليساندرو جولياني: الكاهن |

## أجزاء المسلسل

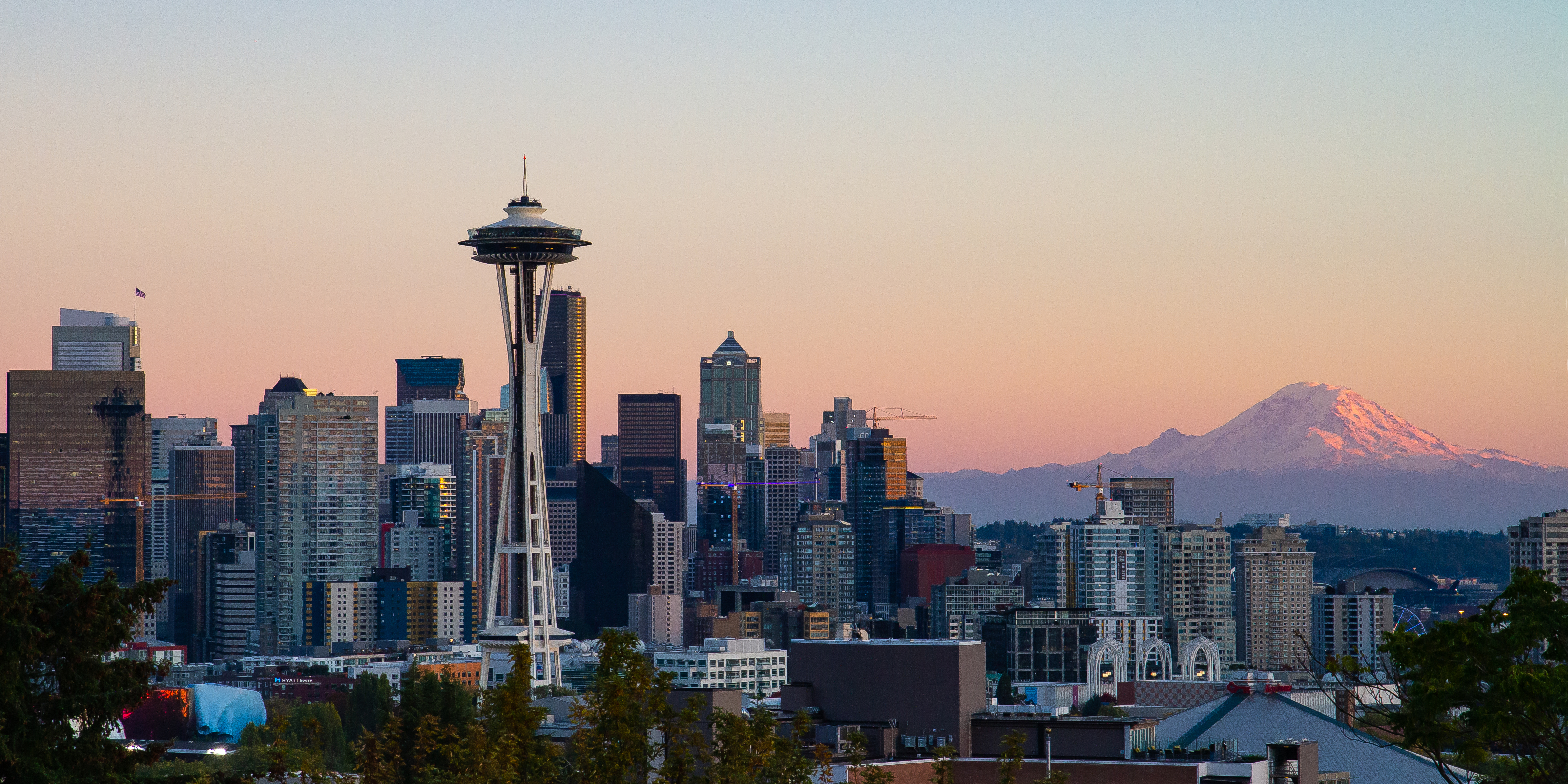
خلفية مدينة سياتل التي استعملها المخرج والمنتج جيمس كامرون محورا للأحداث ومكان ماكس جيفارا المفضل

.
| الموسم | الحلقات | الحلقات | الأصلي         | الأصلي       |
| الموسم | الحلقات | الحلقات | الأول          | الأخير       |
| ------ | ------- | ------- | -------------- | ------------ |
| 1      | 22      | 22      | 3 أكتوبر 2000  | 22 مايو 2001 |
| 2      | 22      | 22      | 21 سبتمبر 2001 | 3 مايو 2002  |

### الموسم الأول
تم إعداد الحلقة الأولى من الموسم الأول يوم الثلاثاء 3 أكتوبر 2000، ويتكون الموسم الأول من 22 حلقة. يحكي الموسم بدايات ماكس جيفارا الصعبة بعد فرارها والأحداث المثيرة والمتعاقبة التي تلزها بالتخفي وإبقاء هويتها الحقيقية سرية مع تحفيق العدالة الاجتماعية باستعمال قواها البدنية والعقلية الخارقة بتعاون مع الصحفي الثري وعبقري الاتصال لوغال كايل.
- إبراهام بنروبي (بريك)
- غاري تشالك (الملازم والتر إيستب)
- مايكل إكلوند (الضابط ميلر)
- ميشيل غوه (ميتشيكو)
- كيم هوثورن (جاسيندا كاتسونو)
- ديفيد كينج (هانك)
- ريتشارد ليت (فينس)
- بايرون مان (مات سونغ)
- كريستي مارسدن (لوسي)
- ماركوس مولدوان (عمر)
- آلان سي بيترسون (واردن تيرينس ليسون)
- شانون سوتر (ماريا)

- غافين بور (هنري)
- كريستين تشانلين (والدة ماكس جيفارا)
- ماريا فابيانا دومينجيز (ريبيكا كوثريل)
- كارلين فورك (فتاة مفرطة النشاط)
- موراي لوري (سكير في شارع)
- بايرون مان (مات سونغ)
- مايك ميتشل (الحارس رقم 1)
- توني بيريز (ناثان هيريرو)
- ليزا رودريغيز (ألينا)

| # | #             | تفاصيل الحلقة                   | تفاصيل الحلقة          | تفاصيل الحلقة  | تفاصيل الحلقة    | تفاصيل الحلقة       | تفاصيل الحلقة                      |  |
| مجموع الحلقات | ترتيب الحلقات | عنوان الحلقات بالإنجليزية       | عنوان الحلقات بالعربية | مدة الحلقة     | تاريخ عرض الحلقة | مخرج الحلقة         | كاتب سيناريو الحلقة                |  |
| 02 | 01            | The Pilot 1/2 The Pilot 2/2     | حلقة أولية             | ساعة و24 دقيقة | 3 أكتوبر 2000    | ديفيد نتر           | جيمس كاميرون وتشارلز إتش إيغلي     |  |
| --- | ------------- | ------------------------------- | ---------------------- | -------------- | ---------------- | ------------------- | ---------------------------------- |  |
| تبدأ الحلقة باسترجاع X5-452 (ماكس جيفارا) لطفولتها حيث فرت برفقة مجموعة من الأطفال في ليل دامس من قاعدة مختبر مونتيكور السرية في ولاية وايومنغ حيث تعلق على أسباب الفرار التي وضعها قائد المجموعة الأكبر الطفل زاك، وسط ملاحقات الكولونيل ليديكر وجنوده لهم مطالبا بارجاعهم أحياء أو قتلهم عوض السماح لهم بالفرار من القاعدة ورغم ذلك يتمكن 12 طفلا من الفرار. تعود الأحداث إلى الواقع حيث مرت 10 سنوات، أصبحت الولايات المتحدة دولة من العالم الثالث، بسبب انفجار نووي ناتج عن هجوم إرهابي تسبب في إحداث نبض كهرومغناطيسي نووي، دمر جميع أنظمة الكمبيوتر. تصل ماكس جيفارا إلى عملها في شركة جام بوني اكسبريس حيث تعمل نهارا عاملة توصيل طرود في مدينة سياتل؛ تطلب من مديرها (نورمال) الحصول على راتب زميلها (تيو) الطريح الفراش بسبب المرض لكن مديرها يهددها بفصله إذا لم يعد للعمل، تتحدث ماكس مع صديقتها المقربية (أوريجينال سيندي) فجأة يظهر (الحارس) على الشاشة خلال بث مقرصن للشبكة ليعلن عن كشف رجل فاسد يدعى إدغار سونريزا يدير أعمالا مشبوهة ويغتال جميع الصحفيين والأشخاص الذين حاولو كشف فساده لكنه مصر على الإطاحة به؛ تذهب ماكس إلى شركة لتسليم طرد، هناك وبفضل قوة جيناتها المعدلة تتمكن من رؤية تمثال ذهبي ثمين في شرفة أحد المنازل البعيدة أميالا عن مكان تواجدها فتقرر سرقته ليلا؛ تذهب ماكس عند المحقق الخاص لتستفسره على مكان الأطفال والمرأة التي ساعدتها على الفرار فيطالبها بالمزيد من المال للتقدم في البحث؛ تذهب ماكس ليلا إلى الشقة لسرقة التمثال هناك تكتشف حقيقة شخصية الحارس الذي بدوره يفشل حارسه الشخصي مخطط سرقتها فتهرب بالقفز من نافذة الشقة الشاهقة مما يثير تعجب لوغان فيبدأ بالبحث عنها؛ يطلب زميل ماكس (سكيتشي) من ماكس مساعدته في التخلص من عشيقته (ليديا ميرسون) خوفا من فقدان خطيبته (ناتالي) فتساعده بترويعها وتهدده بنفس الشيئ إذا كرر فعلته؛ تعود ماكس لمنزلها فتجد التمثال في شقتها لتذهب عند لوغان وتطلب منه التوقف عن ملاحقتها، فيخبرها بعلمه بحقيقتها ويطلب منها مساعدته في حماية (لورين براغانزا) إحدى الشاهدات على تلاعب (إدغار سونريزا) بالأدوية وتعريض المواطنين للخطر من خلال حشوها بالسكر عوض المواد الفعالة وذلك في مقابل مساعدتها على إيجاد الاخرين لكنها ترفض طلبه؛ تذهب ماكس عند المحقق الذي يخبرها أنهم مراقبون وأن أحدا يتتبع خطواته بحثا عنها وعند عودتها إلى الشقة تخبرها جارتها (جاسيندا) بوفاة زوجها وزميلها ثيو بسبب عدم نجاعة الدواء؛ تنتاب ماكس نوبات اضطراب حادة بسبب خلل جيني تسيطر عليها تختفي بمجرد أخدها لحمض (التريبتوفان)؛ تخبر ماكس مديرها بوفاة زميلها ثيو وبالتوازي تشاهد بثا حيا يتعرض خلاله لوغان وحارسه الشخصي لطلقات رصاص فيما يتم اختطاف ابنة الشاهدة؛ تقرر ماكس الانتقام لوفاة زميلها ومساعدة لوغان من خلال تهريبه من المشفى قبل اغتياله ثم تتمكن من انقاذ ابنة الشاهدة والإطاحة بسونريزا بواسطة ذراعه الأيمن (برونو أنسيلمو)؛ يصبح لوغان مقعدا وتصبح ماكس مساعدة له بعد تمكنه من الحصول على معلومات على زميلها زاك. |               |                                 |                        |                |                  |                     |                                    |  |
| ضيوف الحلقة |               |                                 |                        |                |                  |                     |                                    |  |
| - سارة جين ريدموند (لورين براغانزا) - كريستين باور فان ستراتن (ليديا ميرسون) - ستانلي كمال (إدغار سونريزا) - لورين لي سميث (ناتالي) - دوغلاس أوكيف (برونو أنسيلمو) - بول بوبويش (دارين ماكينون) - كيم هوثورن (جاسيندا) |               |                                 |                        |                |                  |                     |                                    |  |
| 03 | 03            | Heat                            | مزاج ناري              | 17 دقيقة       | 10 أكتوبر 2000   | مايكل كاتلمان       | باتريك هاربينسون                   |  |
| |               |                                 |                        |                |                  |                     |                                    |  |
| ضيوف الحلقة |               |                                 |                        |                |                  |                     |                                    |  |
| - كريستين تشانلين (والدة ماكس) - إيلين بيدي (أنا) - براندن ويليامز (إريك) |               |                                 |                        |                |                  |                     |                                    |  |
| 04 | 04            | Flushed                         | إدمان                  | 17 دقيقة       | 17 أكتوبر 2000   | تيرينس أوهارا       | تشارلز إتش إيغلي، رينيه إتشيفاريا  |  |
| |               |                                 |                        |                |                  |                     |                                    |  |
| ضيوف الحلقة |               |                                 |                        |                |                  |                     |                                    |  |
| |               |                                 |                        |                |                  |                     |                                    |  |
| 05 | 05            | C.R.E.A.M                       | أيدي متسخة             | 17 دقيقة       | 31 أكتوبر 2000   | كريس لونغ           | ديفيد زابل                         |  |
| |               |                                 |                        |                |                  |                     |                                    |  |
| ضيوف الحلقة |               |                                 |                        |                |                  |                     |                                    |  |
| |               |                                 |                        |                |                  |                     |                                    |  |
| 06 | 06            | 411 on the DL                   | مهما كلف الثمن         | 17 دقيقة       | 14 نوفمبر 2000   | جو آن فوغل          | دوريس إيجان                        |  |
| |               |                                 |                        |                |                  |                     |                                    |  |
| ضيوف الحلقة |               |                                 |                        |                |                  |                     |                                    |  |
| - رالف ج.الديرمان (موظف) - إيلي تشابل (الفتاة رقم 2 على الهاتف) - فينس كريستيجو (الصيني) - أليكس غرين (حارس أمن) - بريندا جيمس (فاليري) - كروز لومارك (شرطي) - نيكول جي لاير (الفتاة رقم 1 على الهاتف) - روبرت لويس (دوشنوفيتش) - تايلا ماركل (ميرسي تشانغ) - رودني رولاند (زوج) - وارن تاكيوتشي (الطبيب الشرعي) |               |                                 |                        |                |                  |                     |                                    |  |
| 07 | 07            | Prodigy                         | جيني وراثي             | 17 دقيقة       | 21 نوفمبر 2000   | ديفيد جاكسون        | باتريك هاربينسون                   |  |
| |               |                                 |                        |                |                  |                     |                                    |  |
| ضيوف الحلقة |               |                                 |                        |                |                  |                     |                                    |  |
| - جورج شونغ (دكتور يوغيو تاناكا) - مارك هوتون (كابتن إكستر) - ديلان بيرسون (فتى صغير من مانتيكور) - ورين روبرتس (الإرهابي رقم 1) - تروي روبتاش (جون داريوس) - مايك واينبرغ (جود تاتشر) |               |                                 |                        |                |                  |                     |                                    |  |
| 08 | 08            | Cold Comfort                    | العين بالعين           | 17 دقيقة       | 28 نوفمبر 2000   | جيفري ليفي          | جوزيه مولينا                       |  |
| |               |                                 |                        |                |                  |                     |                                    |  |
| ضيوف الحلقة |               |                                 |                        |                |                  |                     |                                    |  |
| - جون دينيس جونستون (الرائد جيك ساندرز) - نيكول بيلدرباك (برين) - ريك دوبران (جوليو) - جوستافو فيبريس (فيكو) - هارش نيار (السيد سيفاباتاسوندرام) |               |                                 |                        |                |                  |                     |                                    |  |
| 09 | 09            | Blah Blah Woof Woof             | مذكرة بحث              | 17 دقيقة       | 12 ديسمبر 2000   | بول شابيرو          | مويرا كيركلاند ديكر                |  |
| |               |                                 |                        |                |                  |                     |                                    |  |
| ضيوف الحلقة |               |                                 |                        |                |                  |                     |                                    |  |
| - جوي أريسكو (الكابتن ديل سوانستروم) - سكوت بيشوب (حارس أمن رقم 1) - راسل فيرير (شرطي مكتب) - مايكل جراي (تريدي) |               |                                 |                        |                |                  |                     |                                    |  |
| 10 | 10            | Out                             | الثياب لا تصنع الرجال  | 17 دقيقة       | 9 يناير 2001     | سارة بيا أندرسون    | ديفيد زابل                         |  |
| |               |                                 |                        |                |                  |                     |                                    |  |
| ضيوف الحلقة |               |                                 |                        |                |                  |                     |                                    |  |
| - كار أندرسون (الشرطي رقم 1) - لينك بيكر (سفين) - جيسيكا كروكيت (لويز) - لانس جيبسون (رجل نصف ميت) - توماس هانت (ناردس) - جيمس كيدني (جيرهاردت برونك) - دارسي لوري (كي كي) - ماك 10 (تاكوما بليد) - أوين ريلان (الشرطي رقم 2) - جيم شيلد (برونك غوون) - بيثو شيركوف (السيدة مورينو) - خوسيه فارغاس (خورخي) |               |                                 |                        |                |                  |                     |                                    |  |
| 11 | 11            | Red                             | مراقبة دقيقة           | 17 دقيقة       | 16 يناير 2001    | مايكل كاتلمان       | ديفيد زابل - جوزيه مولينا          |  |
| |               |                                 |                        |                |                  |                     |                                    |  |
| ضيوف الحلقة |               |                                 |                        |                |                  |                     |                                    |  |
| - جوديل فيرلاند |               |                                 |                        |                |                  |                     |                                    |  |
| 12 | 12            | Art Attack                      | أمسية جميلة            | 17 دقيقة       | 6 فبراير 2001    | جيمس أ.كونتنر       | دوريس إيغان                        |  |
| |               |                                 |                        |                |                  |                     |                                    |  |
| ضيوف الحلقة |               |                                 |                        |                |                  |                     |                                    |  |
| |               |                                 |                        |                |                  |                     |                                    |  |
| 13 | 13            | Rising                          | بلا كلل                | 17 دقيقة       | 13 فبراير 2001   | دوان كلارك          | دوريس إيغان - مويرا كيرلاند        |  |
| |               |                                 |                        |                |                  |                     |                                    |  |
| ضيوف الحلقة |               |                                 |                        |                |                  |                     |                                    |  |
| |               |                                 |                        |                |                  |                     |                                    |  |
| 14 | 14            | The Kidz Are Aiight             | الآسر                  | 17 دقيقة       | 20 فبراير 2001   | جيف وولنو           | تشارلز إتش إيغلي - رينيه إتشيفاريا |  |
| |               |                                 |                        |                |                  |                     |                                    |  |
| ضيوف الحلقة |               |                                 |                        |                |                  |                     |                                    |  |
| |               |                                 |                        |                |                  |                     |                                    |  |
| 15 | 15            | Female Trouble                  | غريزة الأمومة          | 17 دقيقة       | 13 مارس 2001     | جون تي كريتشمير     | باتريك هاربينسون                   |  |
| |               |                                 |                        |                |                  |                     |                                    |  |
| ضيوف الحلقة |               |                                 |                        |                |                  |                     |                                    |  |
| |               |                                 |                        |                |                  |                     |                                    |  |
| 16 | 16            | Haven                           | الملاذ الامن           | 17 دقيقة       | 27 مارس 2001     | مايكل رودس          | جوزيه مولينا                       |  |
| |               |                                 |                        |                |                  |                     |                                    |  |
| ضيوف الحلقة |               |                                 |                        |                |                  |                     |                                    |  |
| - جيمس أشكروفت (النائب هيلاهان) - دانيال بويلو (بيني) - أشلي كرو (ترودي سمنر) - تارا فين (إميلي جيلان) - بول إيراني (جون جيلان) - ايدان جرار (يونغ سام) - ديفيد كاي (سيج) - بايرون مان (مات سونغ) - مارك رولستون (هيرمان كولبرج) - كيرت ماكس رونتي (كلايد) - إيان تريسي (قبل الميلاد) - سالفاتور زوريب (عميد) |               |                                 |                        |                |                  |                     |                                    |  |
| 17 | 17            | Shorties in Love                | الحب الحقيقي           | 17 دقيقة       | 17 أبريل 2001    | بول شابيرو          | أديسا إيوا                         |  |
| |               |                                 |                        |                |                  |                     |                                    |  |
| ضيوف الحلقة |               |                                 |                        |                |                  |                     |                                    |  |
| - بول أنتوني (هازمت) - إيرين تشانغ (ممرضة سيباستيان) - داني دانادو (المفتش) - توماس دي شوتر (بيبورت ليمكين) - جيسون ديابلو (السيد سكوت) - كيم هوثورن (جاسيندا) - ويني هونغ (خادمة) - داريل إزيرد (حارس شخصي) - تانجيليا روس (دايمون) |               |                                 |                        |                |                  |                     |                                    |  |
| 18 | 18            | Pollo Loco                      | المفترس                | 17 دقيقة       | 24 أبريل 2001    | توماس جاي رايت      | دوريس إيغان                        |  |
| |               |                                 |                        |                |                  |                     |                                    |  |
| ضيوف الحلقة |               |                                 |                        |                |                  |                     |                                    |  |
| - نانا فيسيتور (مدام إكس) - جنسن آكلز (بن) - روبرت فلويد (ممثل) (الأب دستري) - جيمس كيرك (بن طفل) - ريخا شارما (الدكتورة بيفرلي شنكار) - جيمس بايليس (بواب في مانتيكور) - جين فورجي (موظفة في الطب الشرعي) - غلين غولد (سجين) - جوديث ماكدويل - دارين مور - جاستن ساين |               |                                 |                        |                |                  |                     |                                    |  |
| 19 | 19            | I and I Am a Camera             | الهدف الحقيقي          | 17 دقيقة       | 1 مايو 2001      | جيف وولنو           | ديفيد سيمكينز                      |  |
| |               |                                 |                        |                |                  |                     |                                    |  |
| ضيوف الحلقة |               |                                 |                        |                |                  |                     |                                    |  |
| - نانا فيسيتور (مدام إكس) - دكستر بيل (سنوفي) - جارين براندت بارتليت (طفل) - ماثيو بريفنر (لاعب بيسبول) - كارسون (الرجل على الصليب) - كيت دالاس (أوجي) - غييل لي فريزر - ستورما تي ماكدونالد - كيفين ماكنولتى (جيلبرت نيل) - لورانس بريسمان (جوناس كايل) - راين ويلسون (فيل) - سكاي مايلز (سكاي) |               |                                 |                        |                |                  |                     |                                    |  |
| 20 | 20            | Hit a Sista Back                | مفقودة                 | 17 دقيقة       | 8 مايو 2001      | جيمس وايتمور جونيور | مويرا كيرلاند                      |  |
| |               |                                 |                        |                |                  |                     |                                    |  |
| ضيوف الحلقة |               |                                 |                        |                |                  |                     |                                    |  |
| - جاد سي بيل (سيباستيان) - نانا فيسيتور (مدام إكس) - ليزا آن كاباسا (تينغا) |               |                                 |                        |                |                  |                     |                                    |  |
| 21 | 21            | Meow                            | قطط                    | 17 دقيقة       | 15 مايو 2001     | د. ج. كاروسو        | ديفيد زابل                         |  |
| |               |                                 |                        |                |                  |                     |                                    |  |
| ضيوف الحلقة |               |                                 |                        |                |                  |                     |                                    |  |
| - نانا فيسيتور (مدام إكس) - جايد سي بيل (سيباستيان) - ستيف باساس (الجندي #2) - روبرت لويس (دوشنوفيتش) - كريس بوب (رافر) - نيكول بيلدرباك (برين) - ليزا آن كاباسا (تينغا) - روب كورت (تقني #1) - دانيال بيكون (فني صوامع) - ر.إيمري برايت (زاكيس من جوهانسبرغ) - غلين إينيس (مسؤول طاك) |               |                                 |                        |                |                  |                     |                                    |  |
| 22 | 22            | ..and Jesus Brought a Casserole | الله القدير            | 17 دقيقة       | 22 مايو 2001     | جو آن فوغل          | تشارلز اتش إيغلي، رينيه إتشيفاريا  |  |
| |               |                                 |                        |                |                  |                     |                                    |  |
| ضيوف الحلقة |               |                                 |                        |                |                  |                     |                                    |  |
| - نانا فيسيتور (مدام إكس) - جوشوا ألبا (كريت) - نيكي أيكوكس (سيل) - نيكول بيلدرباك (برين) - مارتن بودني (تقني سيارة الفان) - ليزا آن كاباسا (تينغا) - جون كالاندر (موظف فندق) - شون كامبل (العامل الخاص رقم 1) - بريان دروموند (العامل الخاص رقم 2) - غلين إينيس (مسؤول طاك) - روب فريمان (عامل كالينس طاك) - روبرت جوسيت (العقيد جيم ماك جينيس) - غريغ كين (طبيب) - كولين لورانس (مشغل طاك أونيل) - فينا سوود (طبيب) |               |                                 |                        |                |                  |                     |                                    |  |

### الموسم الثاني
شخصيات ذات ظهور متكرر في أغلب الحلقات الموسم الثاني
- جون سافاج (العقيد دونالد مايكل لايديكر)

| # | #             | تفاصيل الحلقة                    | تفاصيل الحلقة              | تفاصيل الحلقة      | تفاصيل الحلقة      | تفاصيل الحلقة       | تفاصيل الحلقة                   |
| مجموع الحلقات | ترتيب الحلقات | عنوان الحلقات بالإنجليزية        | عنوان الحلقات بالعربية     | مدة الحلقة         | تاريخ العرض الحلقة | مخرج الحلقة         | كاتب السيناريو                  |
| 01 | 01            | Designate This                   | ثمن الفرار                 | 41 دقيقة و48 ثانية | 21 سبتمبر 2001     | جيف وولنو           | مويرا كيرلاند                   |
| --- | ------------- | -------------------------------- | -------------------------- | ------------------ | ------------------ | ------------------- | ------------------------------- |
| |               |                                  |                            |                    |                    |                     |                                 |
| ضيوف الحلقة |               |                                  |                            |                    |                    |                     |                                 |
| - كيفن كونواي (عامل مستودع) - برايان دراموند - روبرت جوسيت - بول جيه أندرسن (حارس مانتيكور) - نورمان ارمور (موظف) - دانيال بيكون (مراقب الغرفة الفنية رقم 1) - شون بوكولد (التوأم اكس 7) - ديفيد كولز (منظف قسم الطب الشرعي) - جون سافاج (العقيد دونالد مايكل لايديكر) - آشلي سكوت (آشا بارلو) - آدم هندرسون (دكتور في مانتيكور) - إيان مارش (رقيب تدريب) - نانا فيسيتور (مدام إكس / دكتورة إليزابيث رينفرو) - أنطونيو كوبو (الشريك إكس 5) - غريس بارك (الشريكة إكس 5) - يي جي تسو (ساعي لانكي)                                                                                           |               |                                  |                            |                    |                    |                     |                                 |
| 02 | 02            | Bag 'Em                          | الحرية                     | 17 دقيقة           | 28 سبتمبر 2001     | فيرن جيلوم          | مارجوري ديفيد                   |
| |               |                                  |                            |                    |                    |                     |                                 |
| ضيوف الحلقة |               |                                  |                            |                    |                    |                     |                                 |
| - ليان أداتشي (متخصص معلوميات) - كايل العشاران (عامل) - ستيف آرتشر (تقني) - جامي (زيرو) - دالياس بليك (فني عسكري) - شون بوكولد (اكس 7) - ليزا كالديرون (فلو) - كولين كونينغهام (المعدلة وراثيا DAC) - كلود دوهاميل (موظف) - نيكي كلاين (فيكست) - أندرو فرنسيس (الفتى اكس 6) - ألانا هازبند (الفتاة اكس 6) - جينيفر جيسي (شيلي) - جون سافاج (العقيد دونالد مايكل لايديكر) - آشلي سكوت (آشا بارلو) - كريس كرامر (مايك) - كاثرين لوف هاجكويست (السحفي) - غريغ فيروني (الجندي # 1) - كونور ويدوز (بوغلر) - مارك لوكين (ملازم) - كاميرون ماكدونالد (كوب) - سارة موريس (رالف) - جيسي موس (بولي) |               |                                  |                            |                    |                    |                     |                                 |
| 03 | 03            | Proof of Purchase                | باركود                     | 17 دقيقة           | 15 أكتوبر 2001     | توماس جاي رايت      | تومي طومسون                     |
| |               |                                  |                            |                    |                    |                     |                                 |
| ضيوف الحلقة |               |                                  |                            |                    |                    |                     |                                 |
| |               |                                  |                            |                    |                    |                     |                                 |
| 04 | 04            | Radar Love                       | دقة عالية                  | 17 دقيقة           | 26 أكتوبر 2001     | جيف وولنو           | مايكل أنجيلي                    |
| |               |                                  |                            |                    |                    |                     |                                 |
| ضيوف الحلقة |               |                                  |                            |                    |                    |                     |                                 |
| |               |                                  |                            |                    |                    |                     |                                 |
| 05 | 05            | Boo                              | ليلة مجنونة                | 17 دقيقة           | 2 نوفمبر 2001      | ليه لاندو           | تشارلز إتش إيغلي، مويرا كيرلاند |
| |               |                                  |                            |                    |                    |                     |                                 |
| ضيوف الحلقة |               |                                  |                            |                    |                    |                     |                                 |
| |               |                                  |                            |                    |                    |                     |                                 |
| 06 | 06            | Two                              | انتقام                     | 17 دقيقة           | 9 نوفمبر 2001      | ألان كروكر          | جوزيه مولينا                    |
| |               |                                  |                            |                    |                    |                     |                                 |
| ضيوف الحلقة |               |                                  |                            |                    |                    |                     |                                 |
| |               |                                  |                            |                    |                    |                     |                                 |
| 07 | 07            | Some Assembly Required           | رؤوس صلبة                  | 17 دقيقة           | 16 نوفمبر 2001     | نيك مارك            | روبرت جي دويرتي                 |
| |               |                                  |                            |                    |                    |                     |                                 |
| ضيوف الحلقة |               |                                  |                            |                    |                    |                     |                                 |
| |               |                                  |                            |                    |                    |                     |                                 |
| 08 | 08            | Gill Girl                        | في أعماق المحيط            | 17 دقيقة           | 7 ديسمبر 2001      | بريان سبايسر        | ديفيد مارجوري                   |
| |               |                                  |                            |                    |                    |                     |                                 |
| ضيوف الحلقة |               |                                  |                            |                    |                    |                     |                                 |
| |               |                                  |                            |                    |                    |                     |                                 |
| 09 | 09            | Medium Is the Message            | فن ولياقة                  | 17 دقيقة           | 14 ديسمبر 2001     | جيف وولنو           | مايكل أنجيلي                    |
| |               |                                  |                            |                    |                    |                     |                                 |
| ضيوف الحلقة |               |                                  |                            |                    |                    |                     |                                 |
| |               |                                  |                            |                    |                    |                     |                                 |
| 10 | 10            | Brainiac                         | مجموعة S1W                 | دقيقة              | 11 يناير 2002      | ستيفن وليامز        | تشيب جوهانسن                    |
| |               |                                  |                            |                    |                    |                     |                                 |
| ضيوف الحلقة |               |                                  |                            |                    |                    |                     |                                 |
| |               |                                  |                            |                    |                    |                     |                                 |
| 11 | 11            | The Berrisford Agenda            | أجندة بيرسفورد             | 17 دقيقة           | 9 أكتوبر 2015      | توماس جاي رايت      | مويرا كيركلاند                  |
| |               |                                  |                            |                    |                    |                     |                                 |
| ضيوف الحلقة |               |                                  |                            |                    |                    |                     |                                 |
| |               |                                  |                            |                    |                    |                     |                                 |
| 12 | 12            | Borrowed Time                    | 12 ساعة                    | 17 دقيقة           | 1 فبراير 2002      | ديفيد سترايتون      | جوزيه مولينا                    |
| |               |                                  |                            |                    |                    |                     |                                 |
| ضيوف الحلقة |               |                                  |                            |                    |                    |                     |                                 |
| |               |                                  |                            |                    |                    |                     |                                 |
| 13 | 13            | Harbor Lights                    | حجر صحي                    | 17 دقيقة           | 8 فبراير 2002      | كينيث بيلر          | روبرت جي دويرتي                 |
| |               |                                  |                            |                    |                    |                     |                                 |
| ضيوف الحلقة |               |                                  |                            |                    |                    |                     |                                 |
| |               |                                  |                            |                    |                    |                     |                                 |
| 14 | 14            | Love in Vein                     | أتباع                      | 17 دقيقة           | 8 مارس 2002        | ديفيد غروسمان       | مايكل أنجيلي                    |
| |               |                                  |                            |                    |                    |                     |                                 |
| ضيوف الحلقة |               |                                  |                            |                    |                    |                     |                                 |
| |               |                                  |                            |                    |                    |                     |                                 |
| 15 | 15            | (Fuhgeddaboudit (Forget about it | الساحرة (انسى الأمر)       | 17 دقيقة           | 15 مارس 2002       | مورغان بيغز         | جولي هيس                        |
| |               |                                  |                            |                    |                    |                     |                                 |
| ضيوف الحلقة |               |                                  |                            |                    |                    |                     |                                 |
| |               |                                  |                            |                    |                    |                     |                                 |
| 16 | 16            | Exposure                         | المناعة                    | 17 دقيقة           | 22 مارس 2002       | ستيفن وليامز        | مويرا كيركلاند                  |
| |               |                                  |                            |                    |                    |                     |                                 |
| ضيوف الحلقة |               |                                  |                            |                    |                    |                     |                                 |
| |               |                                  |                            |                    |                    |                     |                                 |
| 17 | 17            | Hello, Goodbye                   | من أجل الحب                | 17 دقيقة           | 5 أبريل 2002       | جيف وولنو           | جوزيه مولينا                    |
| |               |                                  |                            |                    |                    |                     |                                 |
| ضيوف الحلقة |               |                                  |                            |                    |                    |                     |                                 |
| |               |                                  |                            |                    |                    |                     |                                 |
| 18 | 18            | Dawg Day Afternoon               | ظهيرة هزلية                | 17 دقيقة           | 12 أبريل 2002      | كينيث بيلر          | روبرت جي دويرتي                 |
| |               |                                  |                            |                    |                    |                     |                                 |
| ضيوف الحلقة |               |                                  |                            |                    |                    |                     |                                 |
| |               |                                  |                            |                    |                    |                     |                                 |
| 19 | 19            | She Ain't Heavy                  | استنساخ                    | 17 دقيقة           | 19 أبريل 2002      | ألان كروكر          | روبرت جي دويرتي، مايكل أنجيلي   |
| |               |                                  |                            |                    |                    |                     |                                 |
| ضيوف الحلقة |               |                                  |                            |                    |                    |                     |                                 |
| |               |                                  |                            |                    |                    |                     |                                 |
| 20 | 20            | Love Among the Runes             | القدر                      | 17 دقيقة           | 26 أبريل 2002      | جيمس وايتمور جونيور | جوزيه مولينا، مويرا كيركلاند    |
| |               |                                  |                            |                    |                    |                     |                                 |
| ضيوف الحلقة |               |                                  |                            |                    |                    |                     |                                 |
| |               |                                  |                            |                    |                    |                     |                                 |
| 21 | 21            | Freak Nation 1/2                 | العيش بحرية (الجزء الأول)  | 17 دقيقة           | 3 مايو 2002        | جيمس كاميرون        | إيرا ستيفن بير، رينيه إتشيفاريا |
| |               |                                  |                            |                    |                    |                     |                                 |
| ضيوف الحلقة |               |                                  |                            |                    |                    |                     |                                 |
| |               |                                  |                            |                    |                    |                     |                                 |
| 22 | 22            | Freak Nation 2/2                 | العيش بحرية (الجزء الثاني) | 17 دقيقة           | 3 مايو 2002        | جيمس كاميرون        | إيرا ستيفن بير، رينيه إتشيفاريا |
| |               |                                  |                            |                    |                    |                     |                                 |
| ضيوف الحلقة |               |                                  |                            |                    |                    |                     |                                 |
| |               |                                  |                            |                    |                    |                     |                                 |

## الإنتاج

### خلفية جيمس كامرون
ولد جيمس كاميرون في كندا لأب مهندس كهربائي وأم فنانة وانتقل معهم إبان مراهقته للعيش في كاليفورنيا بالولايات المتحدة الأمريكية حيث درس الفيزياء في جامعة فوليرتون ثم تحول عنها للغة الإنجليزية قبل أن يترك الدراسة نهائيا عام 1974. عمل كاميرون في عدة مهن مختلفة من سائق شاحنة إلى بواب لكن شغفه بالمؤثرات الخاصة وكتابة السيناريو حدى به لدخول صناعة السينما من خلال فيلمه القصير الأول "Xenogenesis" الذي كانت فاتحة خير في مشواره الفني مكنته من الحصول على دعم «عراب سينما البوب» ومكتشف النجوم روجر كورمان الذي أوكل إليه فرصة تقلد منصب إخراج الجزئية الثانية من فيلمه بيرانا 2 التفريخ والذي تعاون فيه جيمس كاميرون مع السيناريست تشارلز إتش إيغلي.

## الموسيقى التصويرية
- الموسيقى التصويرية الأصلية للمسلسل التلفزيوني [4]

| م  | الأغنية                                | الفرقة/المغني                         | المدة  |
| -- | -------------------------------------- | ------------------------------------- | ------ |
| 1  | - "Dark Angel Theme" (شارة المسلسل)    | - Public Enemy & MC Lyte              | - 3:07 |
| 2  | - ""My Neck, My Back"                  | - كهيا                                | - 3:42 |
| 3  | - "Trouble Again"                      | - Tricky & John Forté                 | - 4:26 |
| 4  | - "No Dealz"                           | - MC Lyte ft. Erika Yancy             | - 4:12 |
| 5  | - "Bring It to Me"                     | - سامانثا كول                         | - 3:14 |
| 6  | - "Moving With U"                      | - ويليام ديفيس                        | - 3:23 |
| 7  | - "Candy"                              | - فوكسي براون & المطربة كيليس         | - 3:43 |
| 8  | - "Bad News"                           | - Damizza ft. Shade Sheist & N.U.N.E. | - 3:55 |
| 9  | - "The Life"                           | - Mystic                              | - 3:32 |
| 10 | - "Somethin' About This Music"         | - Abstract Rude & Tribe Unique        | - 3:53 |
| 11 | - "Things I've Seen"                   | - The Spooks                          | - 4:35 |
| 12 | - "The One"                            | - نيكي هاريس                          | - 4:12 |
| 13 | - "Bring It to Me" (ريمكس ملاك الظلام) | - سامانثا كول                         | - 3:15 |

## منتجات مقتبسة

### كتب وروايات
نشر الكاتب الأمريكي ماكس ألان كولينز ثلاث روايات مرتبطة مباشرة بمسلسل ملاك الظلام.
- «قبل الفجر» ("Before the Dawn"). عام 2002 عن دار النشر Fleuve éditions (يطور ماضي ماكس جيفارا قبل المسلسل.)
- «الخائن» ("Skin Game")، عام 2003 عن دار النشر Fleuve éditions (استمرار مباشر للحلقة الاخيرة من المسلسل)
- «بعد الظلام» ("After the Dark")، عام 2003 عن دار النشر Fleuve éditions (استمرار الرواية السابقة).

### ألعاب فيديو
- 2002 : ملاك الظلام: اكس 5 ضد مانتيكور لعبة لوحية تبدأ من سن الثامنة وتتكون من 2 إلى 5 لاعبين لمدة 90 دقيقة.
- 2002 : جيمس كاميرون ملاك الظلام على إكس بوكس وبلاي ستيشن 2

## جوائز وترشيحات
| السنة | الجائزة                   | الفئة                                                         | المرشح                | النتيجة |
| ----- | ------------------------- | ------------------------------------------------------------- | --------------------- | ------- |
| 2000  | جائزة زحل                 | جائزة زحل لأفضل ممثلة على التلفزيون                           | جيسيكا ألبا           | فوز     |
| 2000  | جوائز الغولدن غلوب        | جائزة غولدن غلوب لأفضل ممثلة - مسلسل دراما                    | جيسيكا ألبا           | رُشِّح     |
| 2001  | جائزة الفنان الصغير       | أفضل أداء في مسلسل درامي تلفزيوني - ممثلة شابة صاعدة          | جيسيكا ألبا           | رُشِّح     |
| 2001  | جوائز خيار الشعب          | المسلسل الدرامي الجديد المفضل                                 | ملاك الظلام           | فوز     |
| 2001  | جائزة الإيمي برايم تايم   | جائزة التأثيرات المرئية الخاصة المتميزة (عن الحلقة التجريبية) | فريق المؤثرات الخاصة  | رُشِّح     |
| 2001  | جائزة اختيار المراهقين    | اختيار ممثلة التلفزيون                                        | جيسيكا ألبا           | فوز     |
| 2001  | جائزة ألما                | أبرز ممثلة في مسلسل تلفزيوني جديد                             | جيسيكا ألبا           | رُشِّح     |
| 2001  | نقابة مخرجي الفن          | جائزة تصميم الإنتاج المتميز                                   | فريق الإنتاج          | رُشِّح     |
| 2001  | جوائز إيدي                | أفضل صورة متحركة معدلة للتلفزيون التجاري (للحلقة التجريبية)   | ستيفن مارك            | فوز     |
| 2001  | جائزة نقابة الرعب الدولية | أفضل مسلسل تلفزيوني                                           | ملاك الظلام           | رُشِّح     |
| 2001  | جوائز ليو                 | أفضل مؤثرات بصرية لمسلسل درامي (للحلقة التجريبية)             | فريق المؤثرات البصرية | رُشِّح     |
| 2001  | جوائز دليل التلفزيون      | انطلاق نجم السنة                                              | جيسيكا ألبا           | فوز     |
| 2001  | جوائز دليل التلفزيون      | ممثلة العام في مسلسل جديد                                     | جيسيكا ألبا           | رُشِّح     |
| 2002  | جائزة زحل                 | أفضل مسلسل تلفزيوني على القناة                                | ملاك الظلام           | رُشِّح     |
| 2002  | جائزة زحل                 | أفضل ممثلة في مسلسل تلفزيوني                                  | جيسيكا ألبا           | رُشِّح     |
| 2002  | جائزة زحل                 | أفضل ممثل مساعد في مسلسل تلفزيوني                             | مايكل ويثرلي          | رُشِّح     |
| 2002  | جائزة اختيار المراهقين    | جائزة التلفزيون لأفضل اختيار لدراما اثارة                     | ملاك الظلام           | رُشِّح     |
| 2002  | جائزة اختيار المراهقين    | جائزة التلفزيون لأفضل اختيار ممثلة في دراما                   | جيسيكا ألبا           | رُشِّح     |
| 2002  | جوائز ألما                | أبرز ممثلة في مسلسل تلفزيوني                                  | جيسيكا ألبا           | رُشِّح     |
| 2002  | جوائز ليو                 | أفضل مؤثرات بصرية لمسلسل درامي (للحلقة "بوو")                 | فريق مؤثرات بصرية     | رُشِّح     |
| 2002  | جوائز ليو                 | أفضل تصوير لمسلسل درامي (للحلقة الثانية)                      | ديفيد غيدز            | فوز     |

## روابط خارجية
- ملاك الظلام على موقع IMDb (الإنجليزية)
- ملاك الظلام على موقع ميتاكريتيك (الإنجليزية)
- ملاك الظلام على موقع روتن توميتوز (الإنجليزية)
- ملاك الظلام على موقع كينوبويسك (الروسية)
- ملاك الظلام على موقع ألو سيني (الفرنسية)
- ملاك الظلام على موقع قاعدة بيانات الفيلم (الإنجليزية)